# Francisco Viñas
Francisco Viñas pseudoniem van Francesc Viñas i Dordal (Moià, 27 maart 1863 — Barcelona, 14 juli 1933) was een Spaans operazanger, een tenor, van Catalaanse afkomst. Hij is ook bekend onder de Italiaanse versie van zijn naam Francesco Vignas. Viñas heeft vooral bekendheid verworven met zijn vertolkingen van de opera's van Richard Wagner. Hij zong tevens als eerste in een uitvoering van de opera Parsifal dat werd opgevoerd buiten het Bayreuther Festspiele.

## Biografie

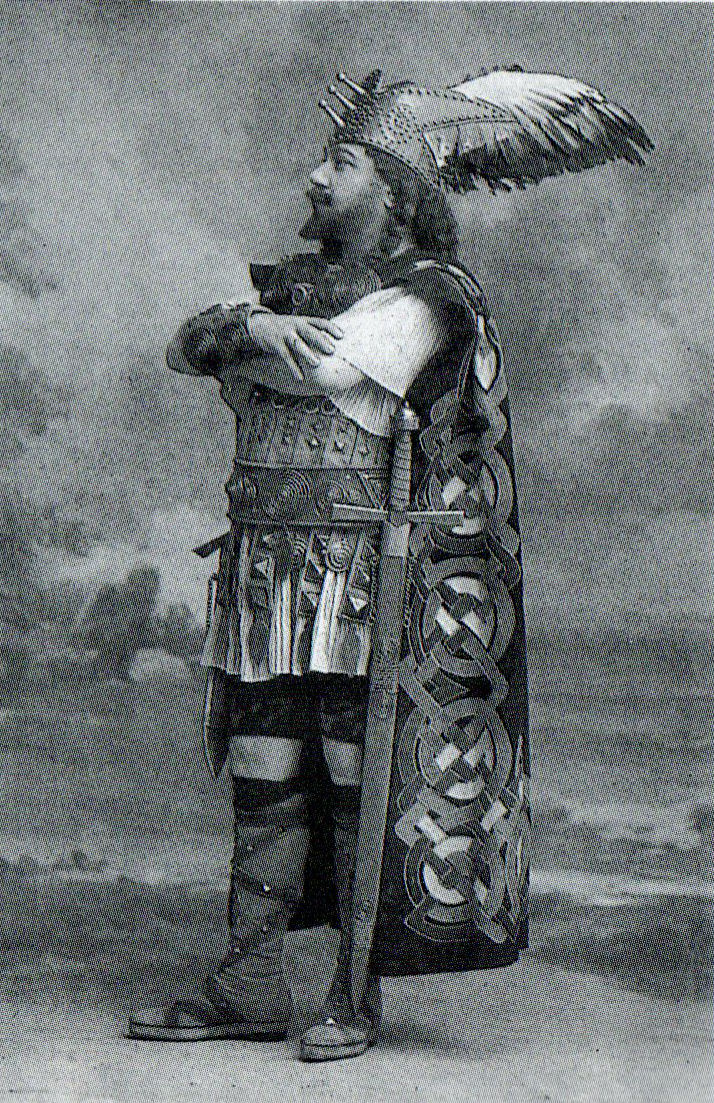
Viñas in zijn rol als Tristan

Viñas is geboren op 27 maart 1863 in het plaatsje Moià, nabij Barcelona. Op zijn 23e nam hij zanglessen aan het conservatorium Conservatori Superior de Música del Liceu, toentertijd maakte het nog onderdeel uit van Gran Teatre del Liceu. Aldaar wordt zijn talent opgemerkt en wordt hij gevraagd voor de titelrol in de opera Lohengrin van Richard Wagner. Viñas heeft zijn operadebuut op 9 februari 1888. Uiteindelijk zou dit ook de rol zijn waarmee hij de meeste roem vergaarde. De spaanse tenor Julián Gayarre die aanwezig was in het publiek was naar verluidt dermate onder de indruk van Viñas vertolking dat hij hem zijn eigen Loghengrin-kostuum schonk. Hierna ging het snel, hij heeft de rol in zowel Spanje als in Italië meer dan 120 keer opgevoerd. Viñas heeft een aantal jaren in Rome gewoond en fungeerde dan tevens als buitenlandcorespondent voor het Catalaanse dagblad El Noticiero Universal (Het Universele Nieuws). Waarschijnlijk vanwege het begin van de Eerste Wereldoorlog, had Viñas in 1918 zijn laatste optreden, hierna ging hij met pensioen. Op 14 juli 1933 is Viñas overleden in Barcelona. Zijn doodsoorzaak is onbekend.

## Trivia
- Iers Theatercriticus George Bernard Shaw hoorde Viñas in het Royal Opera House te Londen in zijn rol van Turiddu, in de opera Cavalleria rusticana van componist Pietro Mascagni, en oordeelde dat Viñas volledig bevredigend was, zowel als zanger als acteur.[6]

## Zangconcours
Het internationale zangconcours Tenor Viñas heeft haar naam ontleend aan Francisco Viñas, het is een wedstrijd die elk jaar in januari wordt gehouden.